# Йохан Вилхелм от Саксония-Алтенбург
Йохан Вилхелм от Саксония-Алтенбург (на немски: Johann Wilhelm von Sachsen-Altenburg; * 13 април 1600, Торгау; † 2 декември 1632, Бриг) от рода Ернестинските Ветини, е херцог на Саксония-Алтенбург и херцог на Юлих-Клеве-Берг.

## Живот
Той е третият син на херцог Фридрих Вилхелм I от Саксония-Ваймар (1562 – 1602) и втората му съпруга Анна Мария (1575 – 1643), дъщеря на херцог Филип Лудвиг от Пфалц-Нойбург.
През 1612 г. Йохан Вилхелм и братята му отиват да следват в университета на Лайпциг. През 1618 г. по-големият му брат Йохан Филип (1597 – 1639) става пълнолетен и поема сам управлението, а на братята си дава издръжка за цял живот.
Йохан Вилхелм участва като полковник на Саксония в Тридесетгодишната война. Той умира през 1632 г. от температура в лагера пред Бриг. Погребан е в църквата „Св. София“ в Дрезден.